# 安德烈·路易斯·塔瓦雷斯
安德烈·路易斯·塔瓦雷斯（André Luiz Tavares，1983年7月30日—），简称安德烈齐尼奥（Andrezinho），是一名前巴西足球运动员，曾效力于中国足球超级联赛球队天津泰达。

## 俱乐部生涯
安德烈齐尼奥2001年在巴西传统豪门弗拉门戈开始职业足球生涯。2004年转投K联赛球队浦项制铁，并在2007年成为联赛助攻王，帮助球队获得联赛冠军，个人也当选为K联赛赛季最有价值球员。2008年，他回到巴西，加盟国际队，2010年随队获得南美解放者杯冠军。2012年，安德烈齐尼奥转会至博塔福戈。2013年7月12日，天津泰达官方宣布安德烈齐尼奥加盟球队。7月14日，他首次代表天津泰达出场即利用直接任意球破门，帮助天津泰达3比1击败辽宁宏运，赛季首次摆脱降级区。